# Syndrome des cheveux incoiffables
 Mise en garde médicale

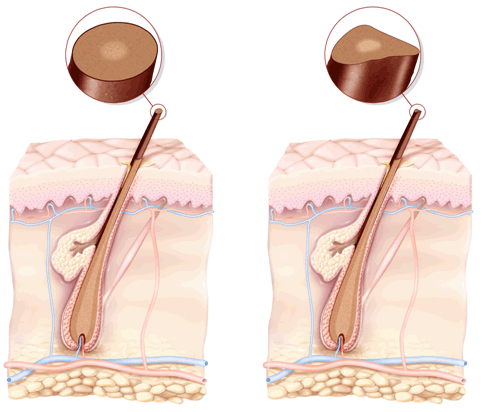
Cheveux normaux (à gauche) et cheveux d'une personne atteinte par le syndrome (à droite).

Le syndrome des cheveux incoiffables, ou Pili trianguli et canalicules, est une anomalie structurelle rare des cheveux. L'affection a été signalée pour la première fois au début du XXe siècle, puis a été décrite dans les années 1970. Elle se manifeste principalement chez les enfants entre 3 mois et 12 ans. Il y a une chance sur deux que les enfants des personnes touchées par cette maladie génétique ai aussi la maladie.

## Présentation
Les cheveux sont en densité normale et sont habituellement de couleur blond platine ou paille. Ils sont rêches, dressés sur le crâne et ne peuvent être aplatis. Cette condition est due à une forme inhabituelle des cheveux, qui apparaissent comme rainurés dans leur longueur. Vus en coupe transversale, les cheveux ont une forme triangulaire, ce qui semble être responsable de leur aspect rêche. Cet aspect est la conséquence de la mutation d'au moins un des trois gènes suivants : PADI3, TGM ou TCHH3. Cette caractéristique peut aussi se retrouver par microscopie électronique à balayage sur les cheveux de porteurs sains issus de la famille d'une personne atteinte. Pour que le syndrome soit perceptible, au moins 50% des cheveux doivent être concernés par l'anomalie. On observe généralement une amélioration au fur et à mesure que l'enfant grandit,. Un mode de transmission autosomique dominante a été suggéré, mais une transmission autosomique récessive à divers degrés de pénétrance a également été constatée. Une autre explication sur les mécanismes du syndrome suggère que l'aspect rêche des cheveux serait plutôt dû à la kératinisation prématurée de la gaine épithéliale interne du follicule pileux.

## Histoire
Un premier cas possible de syndrome des cheveux incoiffables a été constaté en 1912 par A. F. Le Double et F. Houssay. Le syndrome a été décrit en 1973 par A. Dupré, P. Rochiccioli et J. L. Bonafé, qui lui ont donné ce nom. Il a aussi été indépendamment décrit plus tard dans l'année par J. D. Stroud et A. H. Mehregan qui l'appelèrent "spun-glass hair".

## Diagnostic différentiel
D'autres syndromes entraînant des anomalies capillaires peuvent ressembler au syndrome des cheveux incoiffables, comme le syndrome de Rapp–Hodgkinien (en), le LAS (en), le syndrome EEC (en) (dysplasie ectodermique (en), ectrodactylie et fente labio-palatine), ou la dysplasie ectodermique tricho-odonto-onychiale familiale avec une syndactylie. Cependant, contrairement à ces maladies, le syndrome des cheveux incoiffables n'implique aucune altération physique, neurologique ou mentale.